# Lipocarpha microcephala
Lipocarpha microcephala là loài thực vật có hoa trong họ Cói. Loài này được (R.Br.) Kunth mô tả khoa học đầu tiên năm 1837.

## Hình ảnh

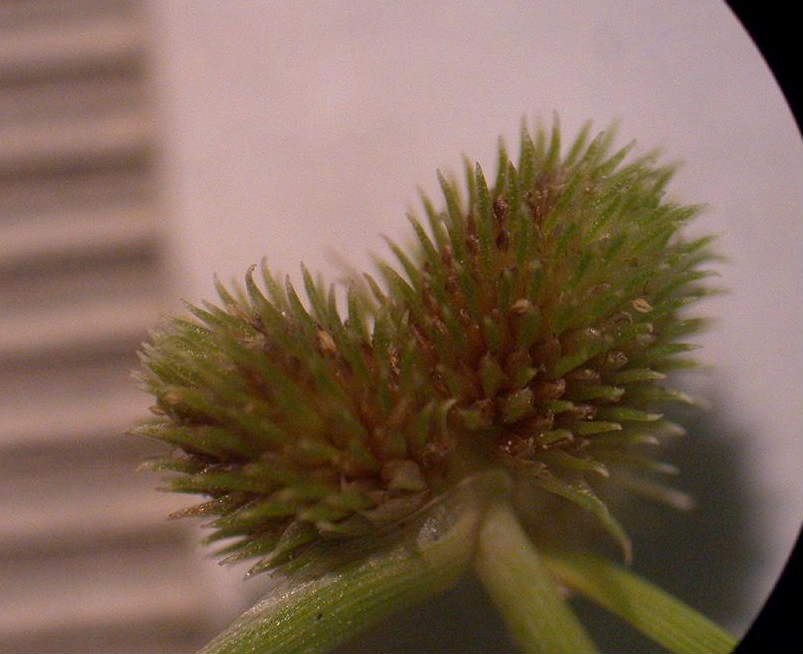
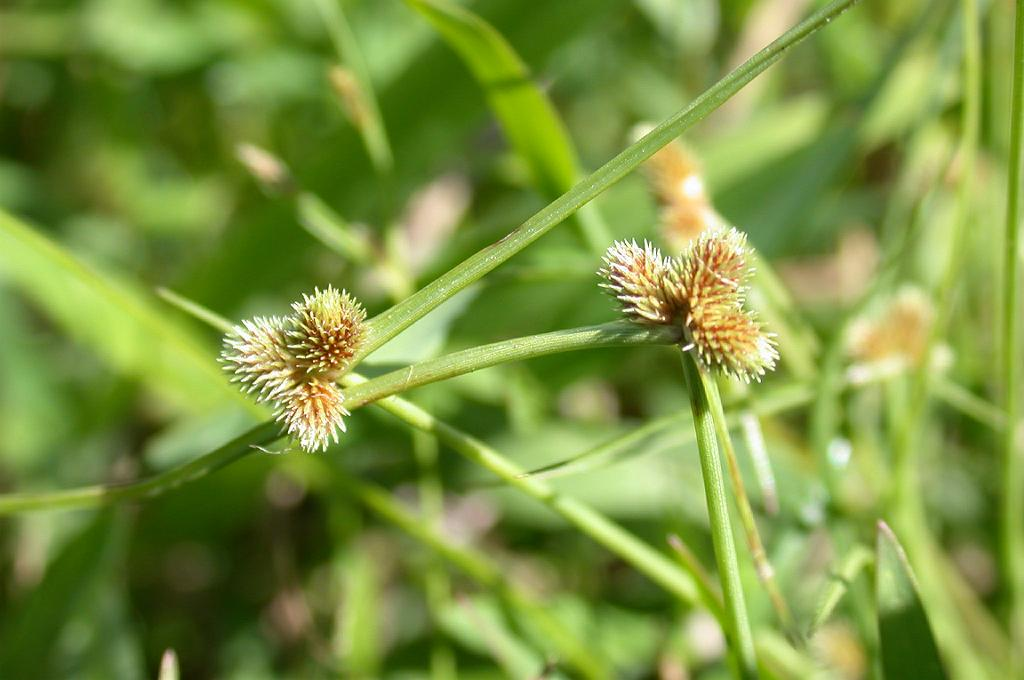
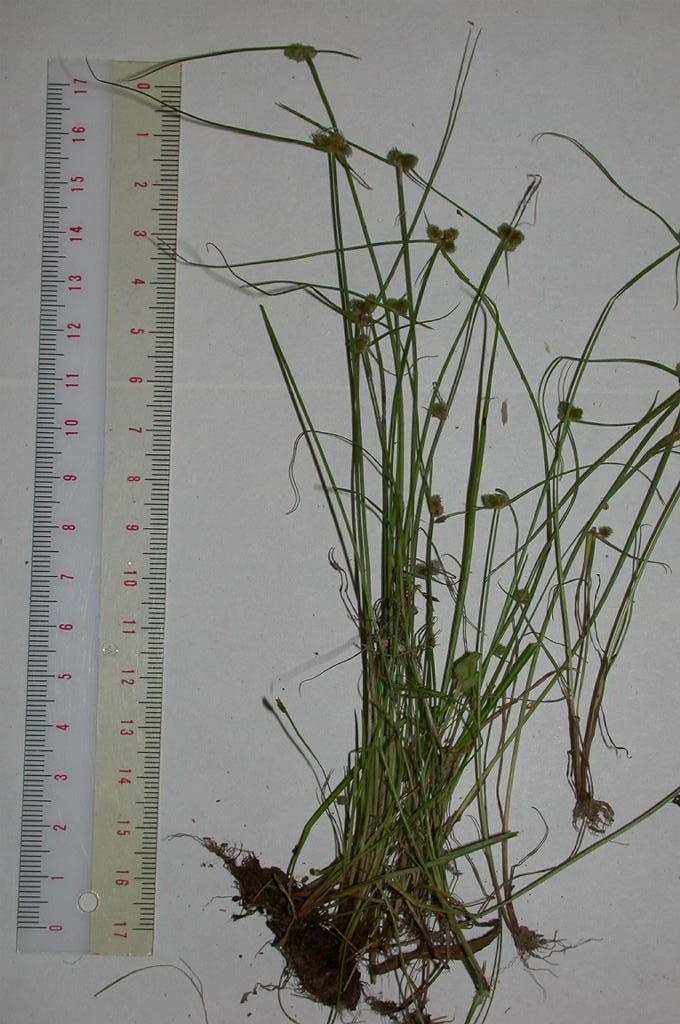